# Satchelliella schachti
Satchelliella schachti är en tvåvingeart som beskrevs av Wagner 1986. Satchelliella schachti ingår i släktet Satchelliella och familjen fjärilsmyggor.
Artens utbredningsområde är Turkiet. Inga underarter finns listade i Catalogue of Life.